# بيث كينغستون
بيث كينغستون (بالإنجليزية: Beth Kingston)‏ هي ممثلة بريطانية، ولدت في 3 نوفمبر 1986 في بورنموث في المملكة المتحدة.

## وصلات خارجية
- بيث كينغستون على موقع IMDb (الإنجليزية)